# محمد رضا الكلبيكاني
السيد محمد رضا الكلبيكاني (سنة 1316هـ - 1414هـ) عالم دين وفقيه ومرجع ديني شيعي، ولد في مدينة كلبايكان، التي تقع في وسط إيران. تولّى المرجعية الدينية للشيعة بعد وفاة المرجع الديني ابو القاسم الخوئي.

## مصنفاته
1. كتاب القضاء (فقه استدلالي).
2. كتاب الشهادات (فقه استدلالي).
3. كتاب الحج (فقه استدلالي).
4. كتاب الطهارة (فقه استدلالي).
5. الدرّ المنضود في أحكام الحدود.
6. إفاضة العوائد في علم اصول الفقه (تقريرات استاذه الشيخ الحائري).
7. بلاغة الطالب في شرح المكاسب.
8. مجمع المسائل: مجموعة قيمة من الاسئلة والاجوبة في مختلف أبواب الفقه.
9. حاشية على وسيلة النجاة للسيد أبي الحسن الأصفهاني.
10. حاشية على العروة الوثقى للسيد محمد كاظم اليزدي.
11. توضيح المسائل: رسالة عملية باللغة الفارسية.
12. رسالة في صلاة الجمعة وصلاة عيد الأضحى وعيد الفطر (فقه استدلالي).
13. الهداية إلى من له الولاية (فقه استدلالي).
14. رسالة في المحرّمات في النسب (فقه استدلالي).
15. رسالة في عدم تحريف القرآن (عقائد).[1]

## وفاته
توفي في مدينة قم سنة (1414 هـ) ودفن في قم إلى جوار مرقد فاطمة المعصومة.